# Assumpta s Ježíškem z kostela sv. Jošta v Chebu
Assumpta s Ježíškem z kostela sv. Jošta v Chebu (kolem r. 1500) byla součástí vybavení již neexistujícího gotického kostela sv. Jošta (postaven 1430–1439, zbourán 1968) v Chebu. Jako zápůjčka Městského muzea Františkovy Lázně (inv. č. S 88) je vystavena v expozici chebské gotiky Galerie výtvarného umění v Chebu.

## Popis a zařazení
Plně plastická dřevěná socha 113 × 36 × 25,5 cm, vzadu vyhloubená, se zbytky původní polychromie. Chybí levá ruka Panny Marie, pravá noha a obě ruce Ježíška. Restaurovali J. Tesař (1970) a J. Živný (1986).
Štíhlá socha Panny Marie je mírně esovitě prohnutá, s hlavou nakloněnou k levému rameni a vysunutým levým bokem. Váha spočívá na levé noze, špička volné pravé nohy je vysunuta na podstavec se srpkem měsíce a lidskou tváří. Madona drží pravou rukou vzpřímenou postavu Ježíška, nelogicky umístěného nad volnou nohou. Ježíšek je oděn do dlouhé košilky s límcem, má zkřížené nohy a obličej obrácen k věřícím, kterým pravděpodobně žehnal. Oba nevýrazné obličeje jsou oválného tvaru se širokými čely, nehluboko zasazenýma očima a úzkými rty. Spodní šat Marie není přepásán a splývá v několika vertikálních záhybech až k podstavci. Plášť je sepnutý na hrudi a vine se pod levou rukou před tělem mělkým mísovitým záhybem. Pod pravou rukou je zakončen krátkým trubicovitým cípem. Směrem k podstavci je plášť uvnitř trojúhlého útvaru členěn klikatícími se nízkými ostrými řasami.
Socha je příkladem domácí chebské produkce z přelomu 15. a 16. století. Typem obličejů odpovídá sochám, které vznikly v okruhu dílny Mistra Madony z Kamenné ulice.
Podle Ševčíkové, která klade vznik sochy k roku 1510, je tato méně kvalitní dílenská práce ohlasem nových stylových proudů a výsledkem skládání motivů převzatých z různých vzorů. Posazení dítěte nad volnou nohou odpovídá švábské orientaci, oblečený Ježíšek má pravděpodobný vzor v Madoně z Kamenné ulice. Typ hlavy odkazuje ke starší tradici, např. ke skupině soch tzv. Mistra doupovské madony nebo k Marii z Navštívení (GVU Cheb).

### Příbuzná díla
- Světci z Pomezí
- Sv. Markéta z kostela sv. Mikuláše v Chebu
- Assumpta s Ježíškem z Kamenné ulice